# نفشاتو، ووژ
نفشاتو، ووژ (به فرانسوی: Neufchâteau) یک کمون در فرانسه است که در canton of Neufchâteau واقع شده‌است.

## خصوصیات
نفشاتو ۲۳٫۸۱ کیلومترمربع مساحت و ۷٬۳۹۵ نفر جمعیت دارد و ۲۸۹ متر بالاتر از سطح دریا واقع شده‌است.